# Giphy
O Giphy é um banco de dados e mecanismo de pesquisa online americano que permite aos usuários pesquisar e compartilhar GIF animados (vídeos em loop curtos sem som).

## História

### Primórdios e história inicial
Giphy foi fundada por Alex Chung e Jace Cooke em fevereiro de 2013. A ideia do negócio surgiu quando a dupla estava tomando café da manhã, refletindo sobre a tendência crescente de comunicação puramente visual.
Quando Chung e Cooke lançaram a Giphy, o site funcionava apenas como um mecanismo de busca para GIFs. De acordo com Chung, a Giphy atraiu cerca de um milhão de usuários durante sua primeira semana e o número estabilizou para 300.000.
A Giphy apresenta o que seus fundadores chamaram de "pesquisa conversacional", em que o conteúdo é levado às conversas dos usuários por meio de uma caixa de pesquisa encontrada em seus aplicativos de mensagens.

### Crescimento
Em agosto de 2013, a Giphy expandiu além de um mecanismo de busca para permitir que os usuários postassem, incorporem e compartilhem GIFs no Facebook. Giphy foi então reconhecido como um dos 100 melhores sites de 2013, de acordo com a PC Magazine. Três meses depois, a Giphy integrou-se ao Twitter para permitir que os usuários compartilhem GIFs simplesmente compartilhando o URL de um GIF.
Em maio de 2014, a Giphy levantou US$ 2,4 milhões em uma rodada de financiamento da Série A de investidores, incluindo Quire, CAA Ventures, RRE Ventures, Lerer Hippeau Ventures e Betaworks.
Em março de 2015 adquiriu a Nutmeg, um serviço de mensagens GIF, como um dos primeiros grandes passos da empresa em direção à indústria móvel. Isso coincidiu com o lançamento da própria plataforma de desenvolvimento do Facebook Messenger, na qual se juntou a alguns aplicativos exclusivos em sua estreia.
Em agosto de 2015 lançou seu segundo aplicativo móvel, GIPHY Cam, que permite aos usuários criar e compartilhar GIFs em uma rede social.
Em fevereiro de 2016, a Giphy levantou US$ 55 milhões em financiamento com uma avaliação de US$ 300 milhões.
Em outubro de 2016, anunciou várias estatísticas, incluindo a declaração de que tinha 100 milhões de usuários ativos diários, que servia mais de 1 bilhão de GIFs por dia e que os visitantes assistiam a mais de 2 milhões de horas de conteúdo GIF todos os dias.
Em julho de 2017, a Giphy anunciou que tinha 200 milhões de usuários ativos diários entre a API e o site, com cerca de 250 milhões de usuários ativos mensais no site.
Chung anunciou em um evento de fevereiro de 2019 em Nova York que a Giphy estava explorando um esquema de publicidade distinto do modelo do Google, que mostra anúncios de acordo com os históricos de pesquisa dos usuários. A ideia é incorporar publicidade em mensagens privadas. A Giphy está buscando aproveitar esse cenário, pois o banco de dados GIG foi integrado à maioria dos serviços de mensagens.

### Aquisição pelo Facebook
Em maio de 2020, foi anunciado que a Giphy havia sido adquirido pelo Facebook Inc. (hoje conhecido como Meta Platforms), com um preço de compra relatado de US$ 400 milhões. Os serviços do Facebook representaram cerca de metade do tráfego geral do Giphy. A Giphy deveria ser integrado à equipe do Instagram, subsidiária do Facebook, embora o Facebook tenha declarado que não haveria mudanças imediatas no serviço. O Facebook descontinuou o programa de publicidade gráfica do Giphy após a compra.
A aquisição enfrentou escrutínio devido a recentes escândalos de privacidade em torno do Facebook. A Autoridade de Concorrência e Mercados do Reino Unido (CMA) argumentou que o acordo era potencialmente anticompetitivo e iniciou uma investigação. Em junho de 2020, a CMA emitiu uma ordem de execução proibindo a Giphy de ser totalmente integrado ao Facebook, aguardando uma decisão futura. Em agosto de 2021, o CMA divulgou conclusões preliminares, argumentando que havia o risco de o Facebook retirar os serviços da Giphy dos concorrentes ou exigir que eles fornecessem mais dados do usuário como condição de serviço. Também mostrou preocupações com a participação de mercado dos serviços de publicidade do Facebook. Em 30 de novembro de 2021, a CMA decidiu que o Facebook, que neste momento havia mudado seu nome para Meta, seria obrigado a alienar a Giphy.

## Parcerias
A Giphy faz parceria com marcas para hospedar GIFs que podem ser compartilhados como promoções de marketing por meio de canais de mídia social. A empresa também criou perfis de artistas no site, que permitem que GIFs sejam atribuídos ao(s) artista(s) que os criaram.
Em setembro de 2014, a Giphy fez parceria com a Line para sediar a competição inaugural de design de adesivos. LINE e GIPHY recrutaram uma equipe de parceiros digitais, incluindo Tumblr, Fox ADHD, Frederator, Cut & Paste, New Museum, Eyebeam, Rhizome, The Webby Awards, Pratt, The Huffington Post e Dribbble para apoiar o evento.
Em agosto de 2015, a Universal Studios fez uma parceria com a Giphy para lançar seis GIFs promovendo o novo filme baseado em NWA, Straight Outta Compton.
A Giphy fez parceria com mais de 200 empresas e marcas para hospedar todo o conteúdo existente em seu próprio canal de marca. Os parceiros da Giphy incluem Disney, Calvin Klein, GE e Pepsi.